# Relaciones Afganistán-Canadá

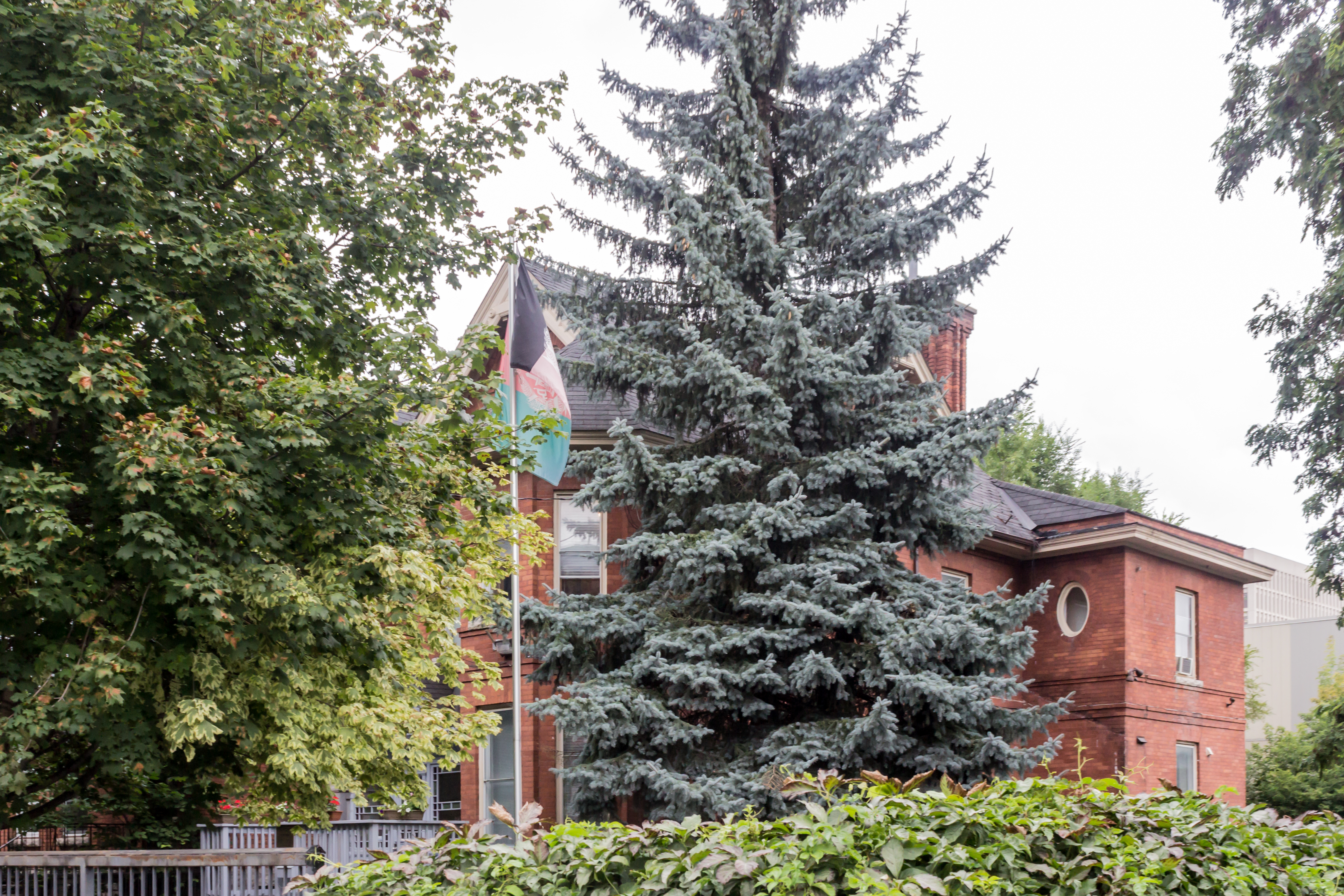
Embajada afgana en Ottawa, Ontario, Canadá.

 El término relaciones Afganistán-Canadá hace referencia a los lazos diplomáticos entre el Emirato Islámico de Afganistán y Canadá.
El gobierno canadiense anunció en enero de 2009 que estaba agregando a Afganistán a su lista de países preferidos para recibir ayuda externa. Esta lista incluye 18 países y las regiones de Cisjordania y el Caribe.

## Historia

### Inicios
Las relaciones oficiales entre Afganistán y Canadá no ocurrieron inmediatamente, sino que se desarrollaron con el tiempo. La participación de los canadienses en Afganistán se remonta a la década de 1960, con la creación del primer programa canadiense de asistencia al desarrollo para Afganistán. A medida que aumentaba la necesidad de una mayor coordinación de los esfuerzos de las agencias de desarrollo que trabajaban allí, el Gobierno de Canadá decidió establecer relaciones diplomáticas plenas con Afganistán en 1968.
En 1971, la ayuda canadiense a Afganistán incluyó 257 000 bushels de trigo, dado que la sequía había reducido la producción de cereales.

### Guerra soviética en Afganistán
La guerra soviética en Afganistán en 1979 y la instalación de un régimen antidemocrático en Afganistán llevó a Canadá a romper los lazos diplomáticos. Incluso después de la retirada soviética de Afganistán en 1989 los dos países no restablecieron relaciones diplomáticas plenas y el contacto fue mínimo a pesar de los esfuerzos de ayuda humanitaria de Canadá en los años noventa.

### Periodo talibán
Los talibanes tomaron el control de Afganistán en 1996. Canadá se convirtió en un crítico franco de los abusos de los derechos humanos de los talibanes contra los ciudadanos de Afganistán. Canadá continuó proporcionando ayuda humanitaria al país pese a las restricciones impuestas por los talibanes a las agencias de ayuda.

### Guerra en Afganistán
Los ataques terroristas del 11 de septiembre de 2001 llevaron a Canadá a revaluar sus políticas hacia Afganistán. El Ministro de Defensa Nacional Art Eggleton autorizó a más de 100 miembros de las Fuerzas Canadienses que participan en programas de intercambio militar en Estados Unidos y otros países a participar en la Guerra en Afganistán. Aunque Canadá no participó en los primeros días de la guerra, el primer ministro Jean Chrétien anunció el 7 de octubre que Canadá contribuiría con soldados a la fuerza internacional que se estaba formando para llevar a cabo una campaña contra el terrorismo. El general Ray Henault, Jefe de Estado Mayor de Defensa, emitió órdenes preliminares a varias unidades de los FK, al establecerse la Operación Apolo. Inicialmente, el compromiso canadiense debía durar hasta octubre de 2003.
Canadá restableció sus relaciones diplomáticas con Afganistán el 25 de enero de 2002.

## Lazos diplomáticos

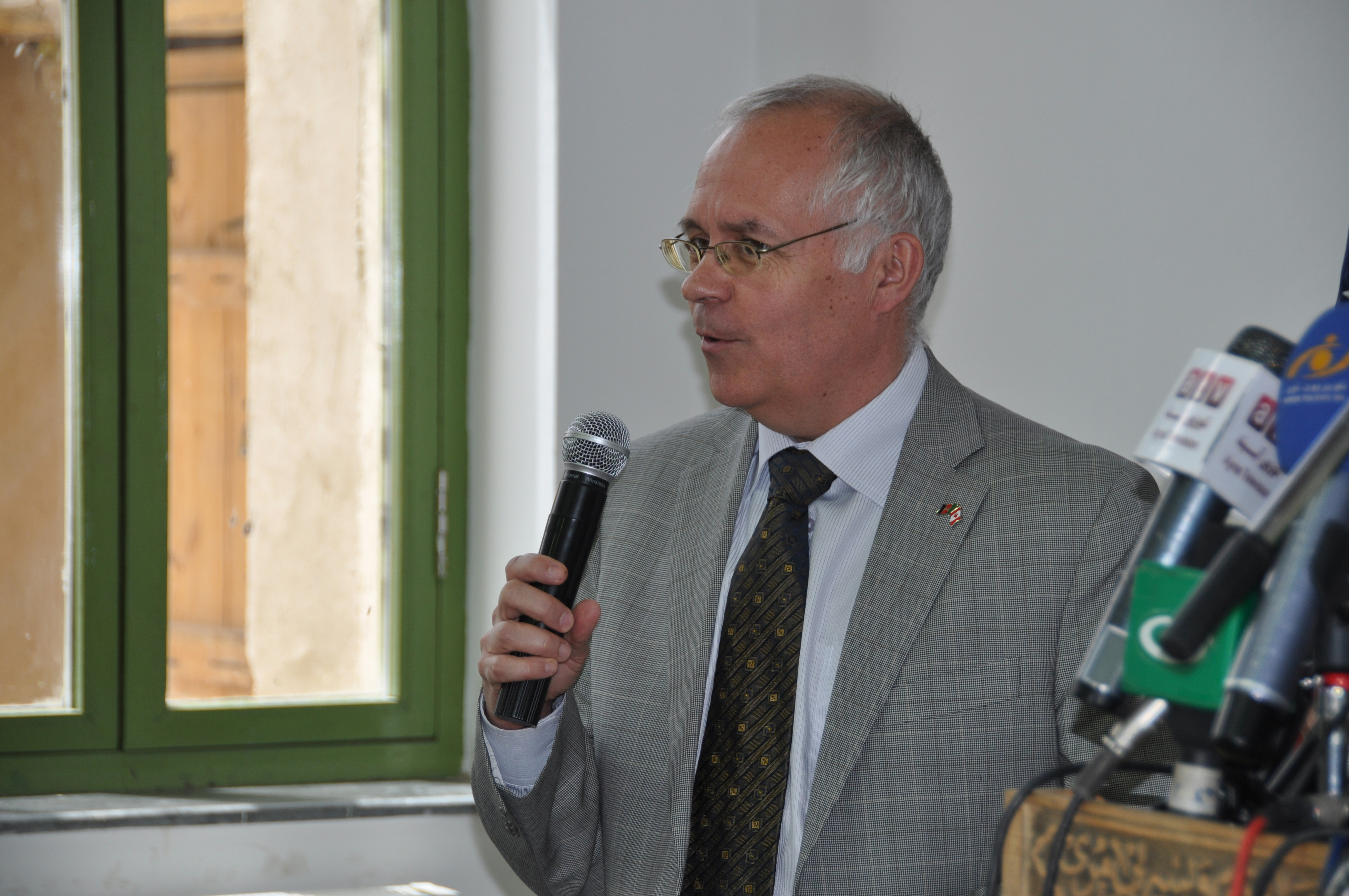
El exembajador canadiense William Crosbie hace observaciones durante la inauguración de la Fundación Montaña Turquesa remodelada en Kabul el 9 de mayo de 2011.

Canadá tiene una embajada en Kabul. En julio de 2009, el ministro afgano de Relaciones Exteriores (Rangeen Dadfar Spanta) y el embajador canadiense (Ron Hoffmann) firmaron en Kabul un acuerdo sobre la entrega de ocho acres por el gobierno afgano a la embajada canadiense. La República Islámica del Afganistán tiene una embajada en Ottawa y un consulado en Toronto. Un reciente embajador canadiense fue Glenn V. Davidson. Su sucesora fue Deborah Lyons, una funcionaria federal muy antigua. El embajador afgano Jawed Ludin completó su misión en Ottawa en diciembre de 2010 y el cargo fue cubierto por Barna Karimi en marzo de 2012.

### Embajador de Afganistán en Canadá
Lista de representantes afganos en Ottawa desde 2002:
- M. Sharif Ghalib (abril de 2002)- Ministro Consejero, Encargado de Negocios
- Abdul Jalil Jamily (octubre de 2002 - noviembre de 2003) - Embajador
- M. Sharif Ghalib (noviembre de 2003 - septiembre de 2004) - Ministro Consejero, Encargado de Negocios
- Omar Samad (septiembre de 2004 - junio de 2009) - Embajador
- Jawed Ludin (junio de 2009 - febrero de 2011) - Embajador
- Ershad Ahmadi (febrero de 2011 - marzo de 2012) - Ministro Consejero, Encargado de Negocios

- Barna Karimi (marzo de 2012 - 2013) - Embajador
- Shaam Lal Patija (2013–2014)
- Shinkai Karokhel (2016-2017)
- Hassan Soroosh (2019 - )

### Embajador de Canadá en Afganistán
- Ron Hoffmann (2007 - 2010)
- William Crosbie (2010 - 2012)
- Glenn V. Davidson (2012 - 2013)
- Deborah Lyons (2013 - 2016)
- Kenneth Neufeld (2016 - 2017)
- Francois Rivest (2017 - 2018)
- Reid Sirrs (2020 - )